# Кудас, Гиоргос
Гиоргос Кудас (род. 23 ноября 1946 года в Салониках) — греческий футболист, выступавший на позиции атакующего полузащитника. Носил прозвище «Александр Великий греческого футбола». Считается одним из лучших футболистов в истории Греции и последним из своего поколения, куда также входили Мимис Домазос, Томас Маврос и другие.
Кудас хорошо владел мячом, а также обладал высокой скоростью и тактической осведомлённостью. Хотя он начал свою карьеру на позиции правого вингера, тренер Лес Шэннон сделал из него атакующего полузащитника, в этом амплуа он и прославился.

## Карьера игрока

### Клубная карьера

#### ПАОК
Кудас присоединился к ПАОКу в 1958 году, в возрасте 12 лет, став игроком академии клуба. В 1963 году, в возрасте 17 лет, он дебютировал за первую команду. В течение 3 лет Кудас радовал зрителей на стадионе «Тумба» своим высококлассным дриблингом, передачами и быстрыми пробежками по флангам. Его выступления впечатляли не только болельщиков ПАОКа, но и другие клубы, в его приобретении заинтересовались «Олимпиакос» и «Панатинаикос».

#### Переход в «Олимпиакос»
После многочисленных предложений со стороны «Олимпиакоса» в июне 1966 года было объявлено, что Кудас согласился на контракт с клубом из Пирея. Позднее Кудас пожалел о своём решении: 
Я не в полной мере осознавал любовь, которую люди испытывали ко мне в то время. Я был молод, родился в бедной семье, и я был в восторге от перспективы переезда к лучшей жизни Афин и заработка больших денег.
В то время футбол в Греции не был полностью профессиональным, процесс подписания контрактов не был достаточно формализован. После того, как Кудас и его семья решили переехать в Пирей, оставалось лишь получить согласие на трансфер от ПАОКа, до сих пор обстоятельства трансфера являются предметом дискуссий. По сей день неясно, был ли игрок действительно «похищен» у ПАОКа — как говорили в то время в Салониках — или это был законный переход, который тем не менее сопровождался давлением на игрока и его семью. Таким образом, 16 августа 1966 года Кудас дебютировал за «Олимпиакос» в товарищеском матче.
Менее чем через год, однако, к власти пришла греческая хунта, и министром спорта был назначен Костас Асланидис. Благодаря его различным попыткам «умиротворения» общественного мнения, он в значительной степени контролировал трансферы между ведущими клубами. После того, как Кудас был призван на военную службу в 1966—1968 годах, ему пришлось вернуться в ПАОК, который практически запретил ему играть за «Олимпиакос», кроме как в тренировочных и товарищеских матчах. Так случилось в основном благодаря чрезвычайному общественному возмущению в северной Греции, которое сопровождало переход Кудаса, а также было связано с вмешательством президента ПАОКа Гиоргоса Пантелакиса.
Несмотря на возвращение Кудаса в Салоники, обстоятельства трансфера породило яростную враждебность по отношению к «Олимпиакосу», которая продолжается и по сей день, усиливаясь из-за параллельного социально-экономического соперничества между Афинами и Салониками.

#### Возвращение в ПАОК
Таким образом, Кудас вернулся в ПАОК в 1968 году, где провёл остаток своей карьеры. Он постепенно стал лидером и капитаном «золотого поколения» ПАОКа 70-х, созданного благодаря Пантелакису на основе молодых талантов, таких как Яннис Даманакис, Костас Иосифидис, Христос Терзанидис, Кириакос Апостолидис, Яннис Гунарис и другие. В течение этого времени он дважды завоёвывал кубок Греции (в 1972 и 1974 году) и один раз выиграл чемпионат (в 1976 году), в конце концов, он завершил карьеру в 1984 году, в возрасте 38 лет.
Кудас держит рекорд по количеству матчей за ПАОК, он провёл за клуб 607 игр, 504 из которых в чемпионате Греции, на протяжении почти 21 сезонов. Кроме того, он занимает второе место по числу голов за клуб (134), уступая лишь два мяча Ставросу Сафарису.

### Национальная сборная
Кудас сыграл 42 матча за сборную Греции, забив 4 гола, в период между 1967 и 1982 годом. Он также играл на Евро 1980 в Италии, наряду с товарищами по ПАОКу, Иосифидисом, Терзанидисом, Даманакисом и Гунарисом. Однако свой прощальный матч за сборную он провёл лишь 20 сентября 1995 года против Сербии и Черногории, его команда проиграла со счётом 2:0.

## Тренерская карьера
Кудас некоторое время был тренером «Ираклиса», которым руководил вместе с Костасом Айдыну.

## Достижения
ПАОК
- Чемпионат Греции: 1975/76
- Кубок Греции: 1971/72, 1973/74